# Alexandra David-Néel
Pour les articles homonymes, voir David et Néel.
Louise Eugénie Alexandrine Marie David, plus connue sous le nom d’Alexandra David-Néel, née le 24 octobre 1868 à Saint-Mandé et morte le 8 septembre 1969 à Digne-les-Bains, est une orientaliste, tibétologue, chanteuse d'opéra, journaliste, écrivaine et exploratrice, féministe, anarchiste, franc-maçonne et bouddhiste française.
Elle est, en 1924, la première femme occidentale à atteindre Lhassa, capitale du Tibet, exploit dont les journaux se font l'écho un an plus tard et qui contribue fortement à sa renommée, en plus de ses qualités personnelles et de son érudition.

## Biographie

### 1868-1895: une jeunesse en Belgique

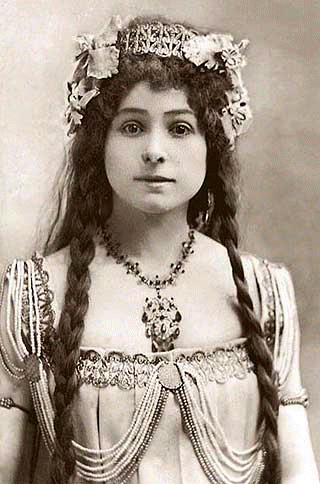
Alexandra David-Néel jeune.

Alexandra naît le 24 octobre 1868, fille unique de Louis David, originaire de Tours, franc-maçon issu d'une famille huguenote, instituteur (qui fut militant républicain lors de la révolution de 1848, et ami du géographe anarchiste Élisée Reclus), et d'Alexandrine Borgmans,, une Belge catholique ayant des origines scandinaves et sibériennes.
Louis et Alexandrine s'étaient rencontrés en Belgique, où le maître d'école, également éditeur d'une revue républicaine, avait dû s'exiler en 1851, à la suite du coup d'État de Louis Napoléon Bonaparte. En 1859, bénéficiant de l'amnistie de Bonaparte (devenu Napoléon III), le proscrit était rentré à Paris avec Alexandrine, épousée quelques années plus tôt sur les conseils de son ami Sincère Lauly, ancien maire de Tours, franc-maçon et notaire qu'il connaissait depuis l'époque tourangelle. En Belgique, Louis et Alexandrine David avaient d'ailleurs vécu, après leur mariage, dans la même maison que la famille Lauly, de 1856 à 1859 environ.
Entre l'époux désargenté et l'épouse qui n'héritera de son père que bien plus tard, la naissance d'Alexandra, en octobre 1868, ne fait qu'augmenter les motifs de tension. Ainsi, alors que sa mère veut qu'elle reçoive une éducation catholique, son père la fait secrètement baptiser dans la foi protestante.
En 1871, révolté par l'exécution des derniers communards devant le mur des Fédérés au cimetière du Père-Lachaise à Paris, Louis David y emmène sa fille alors âgée de deux ans, Eugénie, future Alexandra, pour qu'elle voie et n'oublie jamais la férocité des hommes.
En 1873, les David s'expatrient à nouveau en Belgique. Ils s'installent en 1874 à Bruxelles, dans la commune d'Ixelles, 17 rue de Dublin puis 105 rue Faider,. En dehors des cours de piano et de chant, la fillette de six ans s'absorbe dans la lecture des récits de voyage de Jules Verne et rêve de pays lointains en feuilletant l'atlas que son père lui a offert. Pour que la jeune fille reçoive une éducation rigoureuse, son père l’envoie dans un pensionnat calviniste. Vers sa dixième année, elle est victime d'une crise d'anémie, ce qui amène ses parents à l'inscrire dans un pensionnat catholique, au couvent du Bois fleuri.
Avant même l'âge de 15 ans, Alexandra s'inflige un nombre d'austérités extravagantes : jeûnes, tortures corporelles, recettes puisées dans des biographies de saints ascètes trouvées dans la bibliothèque de l'une de ses parentes, qu'elle relate dans Sous des nuées d'orage paru en 1940.
À 15 ans, en vacances avec ses parents à Ostende, elle fugue et gagne le port de Flessingue aux Pays-Bas pour essayer d'embarquer vers l'Angleterre. Le manque d'argent l'oblige à renoncer.
Durant toute son enfance et son adolescence, elle côtoie Élisée Reclus, qui l'amène à s'intéresser aux idées anarchistes de l'époque (Max Stirner, Mikhaïl Bakounine, etc.) et aux féministes qui lui inspireront la publication de Pour la vie en 1898. Elle devient d'ailleurs une libre collaboratrice de La Fronde, journal féministe créé par Marguerite Durand et géré comme une coopérative par des femmes ; elle participe également à diverses réunions du Conseil national des femmes françaises ou italiennes. Mais elle rejette en revanche certaines des positions prônées lors de ces réunions (par exemple le droit de vote pour les femmes), préférant la lutte pour l'émancipation économique. Alexandra s'éloignera d'ailleurs de ces « oiseaux aimables, au précieux plumage », ces féministes venant pour la plupart de la haute société et oubliant selon elle les dures conditions de vie auxquelles la plupart des femmes sont astreintes.
Parallèlement, à la fin du XIXe siècle, elle est initiée à la franc-maçonnerie mixte, fréquente le Droit humain de Paris et atteindra le 30e degré selon Marie-Madeleine Peyronnet,,.
Pour son biographe Jean Chalon, c'est au musée Guimet que naît la vocation d'orientaliste et de bouddhiste d'Alexandra David-Néel. Son intérêt pour ce musée remonte à l'inauguration de celui-ci le 20 novembre 1889. En 1889, à sa majorité (21 ans), elle se convertit au bouddhisme, notant cet événement dans son journal intime (paru en 1986 sous le titre de La Lampe de sagesse). La même année, pour se perfectionner en anglais, langue dont la maîtrise est indispensable à une carrière d'orientaliste, elle part à Londres, où elle fréquente la bibliothèque du British Museum et fait la connaissance de divers membres de la Société théosophique, dont elle devient membre, son diplôme étant daté du 7 juin 1892.
L'année suivante, elle va à Paris pour s'initier au sanskrit et au tibétain et suit les cours d'Édouard Foucaux, d'Hervey de Saint-Denis et de son successeur Édouard Chavannes, ainsi que ceux de Sylvain Lévi au Collège de France,. Elle s'inscrit comme auditrice libre le 15 avril 1893 à l'École pratique des hautes études.

### 1895-1902: la cantatrice
À l'incitation de son père, Alexandra David-Néel entre au Conservatoire royal de Bruxelles, où elle étudie le piano et le chant. Elle reçoit un premier prix de chant. Pour aider ses parents qui connaissent des revers de fortune, elle occupe, sous le pseudonyme d'Alexandra Myrial, inspiré du nom de Myriel, un personnage des Misérables de Victor Hugo, l'emploi de première chanteuse à l'opéra d'Hanoï (Indochine), durant les saisons 1895-1896 et 1896-1897. Elle y interprète le rôle de Violetta dans La traviata (de Verdi), puis chante dans Les Noces de Jeannette (de Victor Massé), Faust et Mireille (de Gounod), Lakmé (de Léo Delibes), Carmen (de Bizet), Thaïs (de Massenet). Elle entretient à cette époque des rapports épistolaires avec Frédéric Mistral et Jules Massenet.
De 1897 à 1900, elle partage au 3, rue Nicolo à Paris la vie du pianiste Jean Hautstont (nl) avec qui elle écrit Lidia, drame lyrique en un acte dont Hautstont compose la musique et Alexandra le livret.

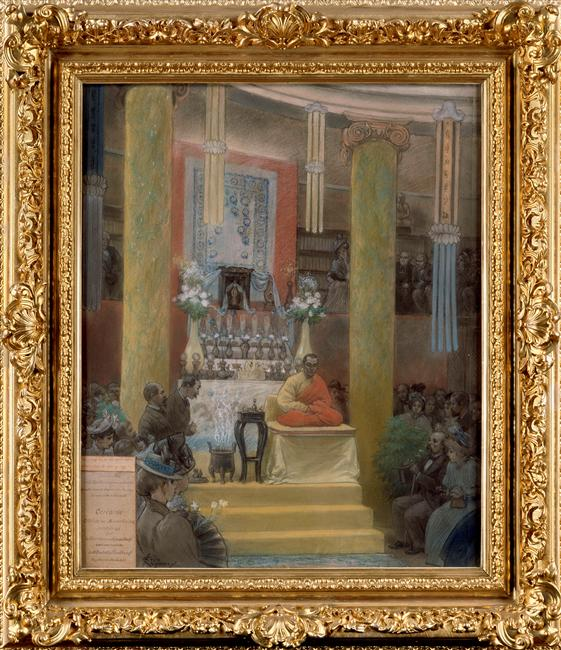
Pastel de Félix Régamey figurant la cérémonie bouddhique tibétaine ayant eu lieu au musée Guimet sous la présidence d'Agvan Dorjiev et en présence de Georges Clemenceau le 27 juin 1898. Alexandra est parmi les invités.

Le 27 juin 1898, au musée Guimet, elle assiste à une cérémonie bouddhique conduite, en présence de Georges Clemenceau, par un lama mongol proche du 13e dalaï-lama, Agvan Dorjiev assisté de Buda Rabdanov (ru). Il donne également un exposé sur le bouddhisme en mongol traduit en russe par Rabdanov, puis du russe en français par Joseph Deniker. Alexandra David-Néel pose timidement quelques questions.
De 1893 à 1899, Alexandra David-Néel, qui ne fait pas mystère de ses idées féministes et anarchistes, écrit, sous le pseudonyme de Mitra (un gardien de l'ordre divin dans la littérature védique), des articles pour des revues, notamment Le Lotus bleu, la revue française de la société théosophique, et l’Étoile socialiste, revue populaire hebdomadaire du socialisme international.
Elle part chanter à l'opéra d'Athènes, de novembre 1899 à janvier 1900 puis, en juillet de la même année, à l'opéra de Tunis, ville où elle rencontre peu après son arrivée un cousin éloigné, Philippe Neel, ingénieur en chef des Chemins de fer tunisiens et son futur époux. Elle abandonne sa carrière de chanteuse à l'été 1902, à l'occasion d'un séjour de Jean Hautstont à Tunis et assure, pendant quelques mois, la direction artistique du casino de Tunis, tout en poursuivant ses travaux intellectuels.
De 1900 à 1908, elle publie plusieurs articles sous le pseudonyme d'Alexandra Myrial, dont une étude dans le Mercure de France sur Le pouvoir religieux au Tibet et ses origines. Toujours sous ce pseudonyme qu'elle utilise lors de ses tournées de cantatrice, elle écrit, en 1901 et 1902, un roman, intitulé Le Grand Art, peinture satirique des milieux artistiques de la fin du XIXe siècle qui n'emballe pas les éditeurs,. En 1904, alors qu'elle va épouser Philippe Neel, elle renonce à le publier, en raison de passages « trop autobiographiques, ».

### 1904-1911: la femme mariée
Le 4 août 1904, à Tunis, elle épouse Philippe Neel, son amant depuis le 15 septembre 1900. Elle a 36 ans. Leur vie commune, parfois orageuse, mais empreinte de respect mutuel, cesse le 9 août 1911, lors de son départ, seule, pour son troisième voyage en Inde (1911-1925) (le deuxième s'étant effectué pendant un tour de chant). Trois ministères l'aident à financer ce voyage d'étude. Alexandra ne veut pas d'enfants, elle a conscience que les charges d'une maternité sont incompatibles avec son besoin d'indépendance et son goût des études. Elle promet à Philippe de regagner le domicile conjugal dans dix-huit mois : ce n'est que quatorze ans plus tard, en mai 1925, que les époux se retrouveront… et se sépareront à nouveau au bout de quelques jours, Alexandra étant revenue avec son compagnon d'exploration, le jeune lama Aphur Yongden, dont elle devait faire son fils adoptif en 1929,.
Pour autant, les deux époux entamèrent, après cette séparation, une abondante correspondance qui ne cessera qu'avec la mort de Philippe Neel, le 8 février 1941. De ces échanges subsistent nombre de lettres écrites par Alexandra, et quelques lettres écrites par son mari. Beaucoup ont été brûlées ou perdues lors des tribulations d'Alexandra pendant la guerre civile chinoise, au milieu des années 1940.
Selon l'universitaire Michel Renouard, les voyages et séjours d'Alexandra David-Néel auraient été impossibles sans le soutien financier de Philippe Neel. Celui-ci a été son protecteur, rôle dont il avait conscience, comme l'atteste la dernière lettre qu'il lui adresse. Certes, selon Joëlle Désiré-Marchand, Alexandra a bénéficié, dans les années 1890, d'un héritage légué par sa marraine. Elle possède ainsi à son mariage un capital personnel de 77 696 francs de l'époque. De 1904 à 1911, elle augmente également son portefeuille par l'achat de nouvelles valeurs, notamment des obligations diffusées par des compagnies de chemins de fer. Par le truchement des ambassades, elle envoie d'ailleurs à son mari des procurations pour qu'il gère son portefeuille. Philippe lui a ainsi servi d'intermédiaire bancaire durant ses grands voyages en lui envoyant les sommes qu'elle demandait et qui lui appartenaient en propre. Mais il ne refusera pas de l'aider financièrement lorsque, isolée et démunie, elle en aura le plus besoin lors de son séjour en Inde en 1924-1925, après son voyage à Lhassa.
À partir de 1909, Alexandra se recentre sur les études asiatiques et cherche à se faire reconnaître comme érudite. Elle signe, sous son nom de jeune fille, Alexandra David, plusieurs articles, dont « Les Bouddhistes européens » dans Le Soir de Bruxelles du 16 octobre 1909, et son premier essai, Le modernisme bouddhiste et le bouddhisme du Bouddha, paru chez Félix Alcan en 1911. Il lui faudra attendre encore une décennie pour connaître enfin le succès sous le nom d'Alexandra David-Néel.

### 1911-1925: le périple indo-tibétain

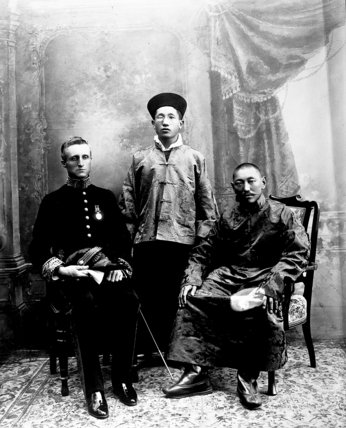
Le 13e dalaï-lama, sir Charles Bell et Sidkéong Tulku Namgyal (debout) en mars 1910, à Calcutta.

#### Arrivée au Sikkim (1912)
Alexandra David-Néel arrive au Sikkim en 1912. Elle a 43 ans. Elle se lie d'amitié avec Sidkéong Tulku Namgyal, le fils aîné du souverain (chogyal) de ce royaume (qui deviendra un État de l'Inde), et se rend dans de nombreux monastères bouddhistes pour parfaire sa connaissance du bouddhisme. En 1914, elle rencontre dans un de ces monastères le jeune Aphur Yongden, âgé de 15 ans, dont elle fera, en 1929, son fils adoptif. Tous deux décident de se retirer dans une caverne transformée en ermitage à plus de 4 000 mètres d'altitude, au nord du Sikkim.
Sidkéong, alors chef spirituel du Sikkim, est envoyé à la rencontre d'Alexandra David-Néel par son père, le maharaja du Sikkim, qui avait été prévenu de son arrivée en avril 1912 par le résident britannique à Gangtok. Lors de cette première rencontre, l'entente entre eux est immédiate : Sidkéong, avide de réformes, écoute les conseils d'Alexandra David-Néel et, avant de repartir à ses occupations, lui laisse le Lama Kazi Dawa Samdup comme guide, interprète et professeur de tibétain,. Par la suite, Sidkéong confie à Alexandra David-Néel que son père souhaite qu'il renonce au trône en faveur de son demi-frère,.

#### Rencontre avec le13edalaï-lama à Kalimpong (1912)
Le Lama Kazi Dawa Samdup accompagne Alexandra David-Néel à Kalimpong, où elle se rend pour rencontrer le 13e dalaï-lama en exil. Elle est reçue en audience le 15 avril 1912, et croise dans la salle d'attente Ekai Kawaguchi, un moine bouddhiste japonais qu'elle retrouvera au Japon.
Le dalaï-lama, qui n’avait jusqu'alors jamais accordé d’audience à une femme occidentale, la reçoit, accompagnée de l'indispensable interprète, et lui conseille fortement d'apprendre le tibétain, un avis qu'elle suivra. Le dalaï-lama est très intrigué par sa conversion au bouddhisme. Une Occidentale connaissant la doctrine bouddhiste lui paraissait quelque chose d'inconcevable (si elle s'était volatilisée dans l'air alors qu'elle lui parlait, il aurait été moins abasourdi, rapporte-t-elle). David-Néel provoquera son hilarité en affirmant être la seule bouddhiste de Paris, et son étonnement en lui apprenant que le Gyatcher Rolpa, un livre tibétain sacré, a été traduit par Philippe-Édouard Foucaux, un professeur au Collège de France. Elle demande nombre d'explications complémentaires que le dalaï-lama s'efforce de lui fournir, lui promettant de répondre à toutes ses questions par écrit. Elle rencontre le dalaï-lama une seconde fois dans le village d'Ari au sud du Sikkim. Le récit de cette seconde rencontre a été publié par les éditions Fata Morgana en 2018.

#### Séjour à Lachen (1912-1916)

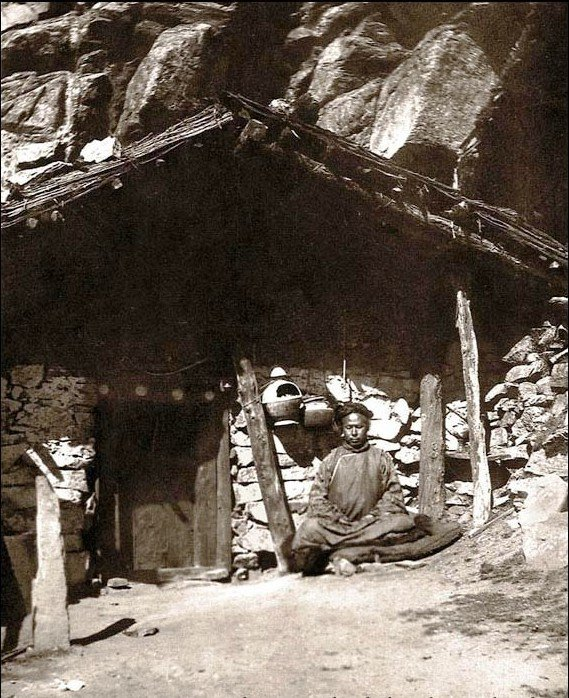
Lachen Gomchen Rinpoché.

Fin mai, elle se rend à Lachen, où elle rencontre Lachen Gomchen Rinpoché, le supérieur (gomchen) du monastère de la ville, avec comme interprète improvisé Edward H. Owen, un pasteur protestant suédois qui remplace Kazi Dawa Samdup en l'absence de ce dernier. Elle vit plusieurs années à Lachen auprès d'un des plus grands gomchens, dont elle a le privilège de recevoir l'enseignement. Surtout, elle en profite pour franchir à deux reprises la frontière tibétaine, toute proche, et ce malgré l'interdiction.
Dans sa caverne d'anachorète, elle s'exerce aux méthodes des yogis tibétains. Elle fait parfois tsam, c'est-à-dire retraite plusieurs jours durant sans voir personne, elle apprend la technique du toumo, qui permet de mobiliser son énergie interne pour produire de la chaleur. À la suite de cet apprentissage, son maître, le gomchen de Lachen, lui donnera le nom religieux de Yéshé Tömé, « Lampe de Sagesse », qui lui vaudra par la suite d'être reconnue par les autorités bouddhistes partout où elle se rendra en Asie.
Alors qu'elle est en compagnie de Lachen Gomchen Rinpoché, Alexandra David-Néel retrouve, à Lachen, le 29 mai 1912, Sidkéong qui se trouve en tournée d'inspection. Ces trois personnalités du bouddhisme ainsi réunies réfléchissent et travaillent à la réforme et à la propagation du bouddhisme, comme le déclarera le Gomchen. Sidkéong organise pour Alexandra une expédition d'une semaine dans le Haut-Sikkim, à 5 000 mètres d'altitude, expédition qui se met en route le 1er juin.
Sidkéong et Alexandra David-Néel entretiennent une relation épistolaire. Ainsi, dans une lettre de Sidkéong écrite à Gangtok le 8 octobre 1912, il la remercie de la méthode de méditation qu'elle lui a envoyée. Le 9 octobre, il l'accompagne jusqu'à Darjeeling, où ils visitent ensemble un monastère, alors qu'elle s’apprête à regagner Calcutta. Le 14 octobre, Sidkéong prend congé et lui donne une statuette en bronze à l'image du Bouddha Sakyamuni puissante, les mains du lama qui l'apporta du Tibet au Sikkim s'étant remplies d'amrita, élixir d'immortalité. La statue de 15 cm, emplie de prières et de bénédictions, avait été envoyée de Tsourphou au Sikkim par le 9e Karmapa. Alexandra fait la promesse de rendre après sa mort la statuette. Si elle ne lui a pas apporté l'immortalité, certains auteurs imaginent qu'elle contribua à faire d'Alexandra une centenaire. Dans une autre lettre, Sidkéong informe Alexandra David-Néel qu'en mars 1913, il a pu adhérer à la franc-maçonnerie à Calcutta, où il a été reçu compagnon, muni d'une lettre d'introduction du gouverneur du Bengale, un lien supplémentaire entre eux. Il lui fait part de sa joie d'avoir pu devenir membre de cette société.
Vers la mi-novembre 1912, elle visite le Népal, et se rend en pèlerinage sur le lieu supposé de naissance du Bouddha à Lumbini, le 10 janvier 1913. Le lendemain, elle va chercher en vain les ruines du village de son enfance à Kapilavastu. Dans la jungle, elle croise un tigre. Elle poursuit son pèlerinage sur les pas du Bouddha et se rend en février à Bénarès, où il donna son premier enseignement.
Alors que son père est sur le point de mourir, Sidkéong appelle Alexandra David-Néel à l'aide, et lui demande conseil pour entreprendre la réforme du bouddhisme qu'il souhaite mettre en œuvre au Sikkim quand il accédera au pouvoir. Revenant à Gangtok en passant par Darjeeling et Siliguri, Alexandra David-Néel est reçue comme un personnage officiel, avec haie d'honneur, par Sidkéong, le 3 décembre 1913. Le 4 janvier 1914, il lui offre, en cadeau pour le Nouvel An, une robe de lamani (dame lama) consacrée selon les rites « lamaïques ». Alexandra se fait photographier ainsi vêtue, un bonnet jaune complétant l'ensemble,.
Le 10 février 1914, le Maharaja meurt et Sidkéong lui succède. La campagne de réforme religieuse peut débuter. Kali Koumar, un moine du bouddhisme du Sud est appelé à y participer, ainsi que Silacara (en), qui vit alors en Birmanie. C'est de ce même pays que vient Hteiktin Ma Lat (en), avec qui Alexandra David-Néel est en correspondance, et que doit épouser Sidkéong, Alexandra David-Néel devenant de fait la conseillère conjugale du Maharaja.
Alors qu'elle se trouve au monastère de Phodong, dont Sidkéong est l'abbé, Alexandra David-Néel affirme entendre une voix qui lui annonce que les réformes échoueront.
Le 11 novembre 1914, quittant la caverne du Sikkim où elle était allée retrouver le gomchen, Alexandra est accueillie au monastère de Lachen par Sidkéong. Un mois plus tard, elle apprend la mort subite de Sidkéong, nouvelle qui l'affecte et laisse penser à un empoisonnement.

#### Premier séjour au Tibet et rencontre avec le panchen-lama (1916)
Le 13 juillet 1916, sans demander la permission à quiconque, Alexandra David-Néel part pour le Tibet en compagnie de Yongden et d'un moine. Elle projette de visiter deux grands centres religieux proches de son ermitage du Sikkim : le monastère de Chorten Nyima et celui de Tashilhunpo, près de Shigatsé, l'une des plus grandes villes du sud du Tibet. Au monastère de Tashilhunpo, où elle arrive le 16 juillet, on la laisse consulter les écrits bouddhistes et visiter les divers temples. Le 19, elle se rend chez le panchen-lama, dont elle reçoit la bénédiction et un accueil charmant : il la présente aux notables de son entourage, à ses professeurs et à sa mère (avec laquelle Alexandra noue des liens d'amitié et qui lui suggère d'habiter un couvent). Le panchen-lama renchérit et lui propose de rester à Shigatsé comme son invitée, ce qu'elle décline, quittant la ville le 26 juillet, non sans avoir reçu les titres honoraires de lama et de docteur en bouddhisme tibétain et connu des heures de grande félicité. Elle poursuit son escapade au Tibet en visitant l'imprimerie de Narthang avant de rendre visite à un anachorète qui l'a invitée près du lac Mo-te-tong. Le 15 août, elle est reçue par un lama à Tranglung.
À son retour au Sikkim, les autorités coloniales britanniques, poussées par des missionnaires exaspérés par l’accueil réservé à Alexandra par le panchen-lama et mécontentes de ce qu'elle ait ignoré leur interdiction de pénétrer au Tibet, lui notifient un avis d'expulsion,.

#### Voyage au Japon, en Corée, en Chine, en Mongolie, au Tibet

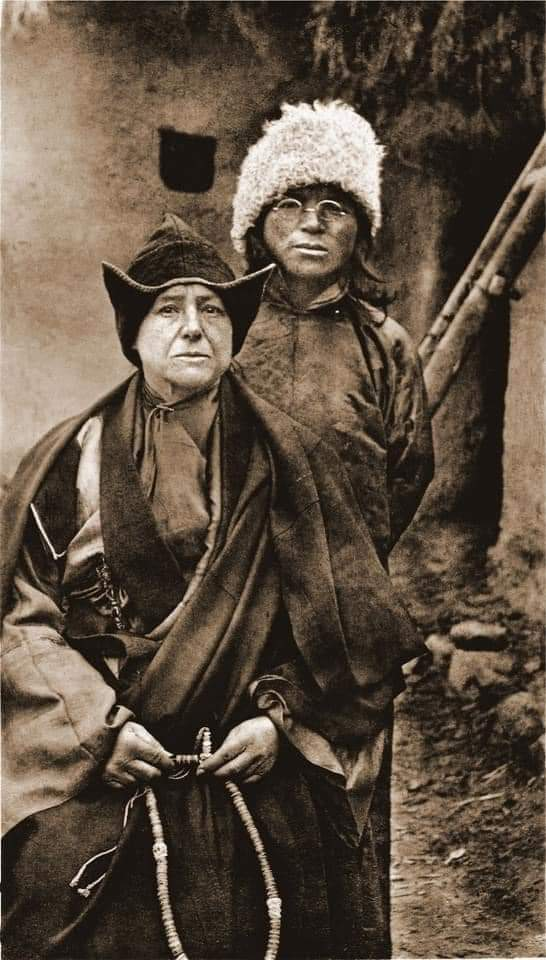
Alexandra David-Néel et le Lama Aphur Yongden au Tibet.

Comme il leur est impossible de rentrer en Europe en pleine guerre mondiale, Alexandra et Yongden quittent le Sikkim pour l'Inde puis le Japon. Elle y rencontre le philosophe Ekai Kawaguchi qui, quelques années plus tôt, avait réussi à rester dix-huit mois à Lhassa sous un déguisement de moine chinois. Alexandra et Yongden partent ensuite pour la Corée, puis Pékin en Chine. De là, ils choisissent de traverser la Chine d'est en ouest en compagnie d'un lama tibétain haut en couleur. Leur périple dure plusieurs années à travers le désert de Gobi, la Mongolie, avant une pause de trois ans (1918-1921) au monastère de Kumbum au Tibet, où Alexandra, aidée de Yongden, traduit la célèbre Prajnaparamita.

#### Séjour incognito à Lhassa (1924)

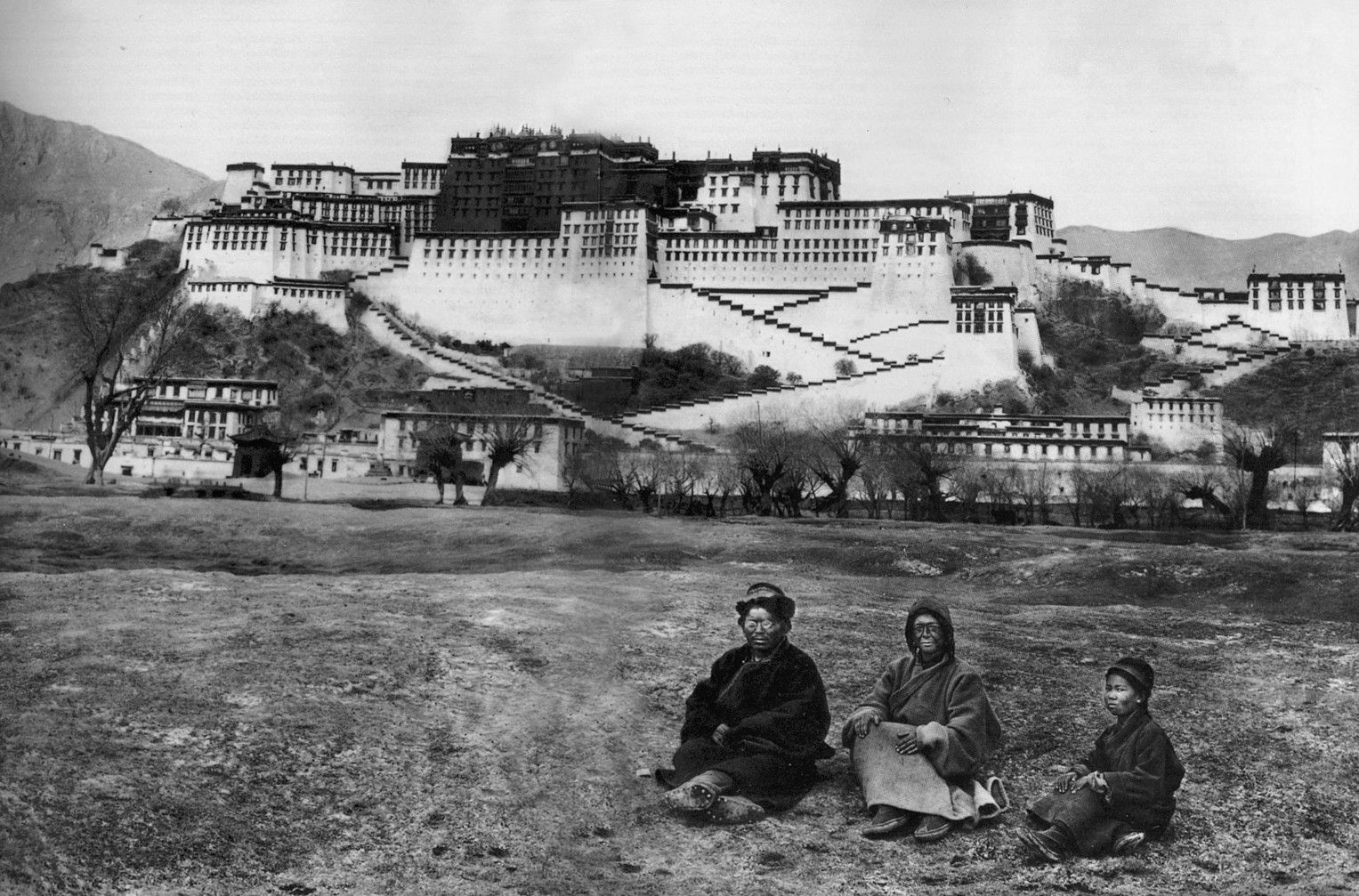
Alexandra David-Néel (au centre) et Yongden (à gauche) devant le Potala en 1924.

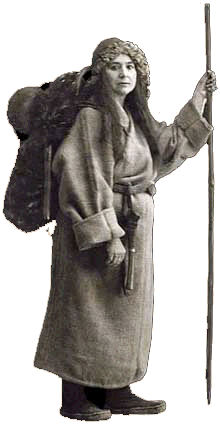
Alexandra David-Néel en pèlerine-mendiante tibétaine portant sur le dos ses bagages, l'unique marmite composant toute sa batterie de cuisine et un soufflet tibétain fait d'une peau de chèvre pourvue d'un long tuyau, ustensile indispensable pour allumer le feu de bouse de yacks. C'est dans ce déguisement qu'elle réussit à pénétrer à Lhassa.. Photo prise en studio à Calcutta (Inde).

Déguisés respectivement en pèlerine-mendiante et en moine et portant un sac à dos le plus discret possible, Alexandra et Yongden partent ensuite pour la ville interdite. Pour ne pas trahir sa qualité d'étrangère, Alexandra, alors âgée de 56 ans, n'ose pas emporter d'appareil photo, d'équipement d'arpentage ; elle cache toutefois sous ses haillons une boussole, un pistolet et une bourse avec l'argent d'une éventuelle rançon.
Ils atteignent finalement Lhassa en 1924, se fondant dans la foule des pèlerins venus célébrer le Mönlam ou « fête de la Grande Prière ». Ils figurent devant le Potala sur une photo, seul document pouvant prouver qu'ils ont atteint Lhassa,. Ils y séjournent deux mois durant, visitant la capitale tibétaine et les grands monastères environnants : Drepung, Séra, Ganden, Samyé, et rencontrent Swami Asuri Kapila (Cesar Della Rosa Bendio). Foster Stockwell, spécialiste de la Chine, notera qu'Alexandra n'est pas accueillie par le dalaï-lama ni par ses assistants, qu'on ne lui montre pas les trésors des lamaseries ni ne lui décerne de diplôme. Jacques Brosse affirme qu'elle connaît bien le dalaï-lama mais celui-ci ignore qu'elle est à Lhassa, et elle ne peut révéler son identité.
Au Potala, interdit aux femmes selon Namiko Kunimoto, elle peut entrer sans difficulté, le gardien pense qu'il s'agit d'une femme ladakhi, ne trouve « rien de très particulier » mais note que la décoration intérieure est « entièrement de style chinois »,,. Alors qu'elle décrira dans Voyages d'une Parisienne à Lhassa son exultation de pouvoir entrer à Lhassa et visiter le Potala, elle affirme dans une lettre adressée à son mari et datée du 28 février 1924 qu'elle n'avait aucune curiosité au sujet de Lhassa : « J'y suis allée parce que la ville se trouvait sur ma route et aussi parce que c'était une plaisanterie très parisienne à faire à ceux qui en interdisent l'entrée. » Elle assiste, peu avant son départ de la ville, à la cérémonie du Tsomchö Sertreng au Potala le 4 avril 1924.
Malgré son visage barbouillé de suie, ses nattes en poil de yak et sa toque de fourrure traditionnelle, elle manque d'être démasquée (pour cause de propreté trop grande – elle allait se laver chaque matin à la rivière) et dénoncée à Tsarong Shapé, le gouverneur de Lhassa. Le temps que ce dernier intervienne, Alexandra et Yongden ont déjà quitté Lhassa pour Gyantsé. Ce n'est que plus tard, par des lettres de Frank Ludlow et de David Macdonald, l'agent commercial britannique à Gyantsé, qu'ils sont mis au courant de l'histoire.
À Gyantsé où elle dévoile son identité, elle est accueillie par Frank Ludlow avec qui elle correspondra pendant plusieurs années.
En mai 1924, l'exploratrice, exténuée, « sans argent et en haillons », est hébergée, ainsi que son compagnon, chez les Macdonald pendant une quinzaine de jours. Elle peut gagner le nord de l'Inde par le Sikkim grâce en partie aux 500 roupies qu'elle emprunte à Macdonald et aux papiers nécessaires que celui-ci et son gendre, le capitaine Perry, lui procurent,,. À Calcutta, vêtue de la nouvelle tenue tibétaine que lui a achetée Mcdonald, elle se fait photographier en studio.
À son retour, dès son arrivée au Havre le 10 mai 1925, elle mesure l’extraordinaire célébrité que lui vaut son audace. Elle fait la une des journaux et son portrait s’étale dans les magazines. Le récit de son aventure fera l'objet d'un livre, Voyage d'une Parisienne à Lhassa, qui est publié à Paris, Londres et New York, en 1927, mais lors de sa première publication, suscite un débat, les événements relatés étant pour les Occidentaux « improbables » car, d'une part, qu'une femme ait réussi à rejoindre à pied la capitale du Tibet, Lhassa, déguisée en Tibétain, dans le froid glacial, en se nourrissant de thé d'orge tibétain, semble incroyable et, d'autre part, la description d'événements comme l'apparition d'une figure de lama fantomatique et d'autres événements mystérieux expliqués en termes surnaturels semblent « fantastiques » aux Occidentaux.

### 1925-1937: l'intermède européen

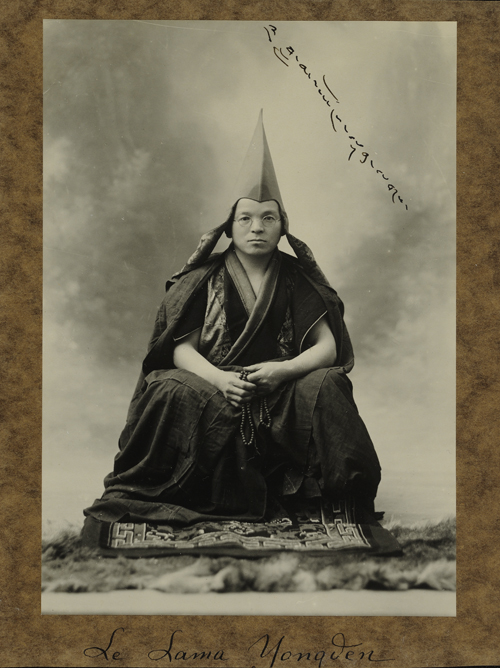
Yongden en habit de lama, 1933.

Rentrée en France, Alexandra David-Néel loue une petite maison sur les hauteurs de Toulon et cherche une maison au soleil et sans trop de voisins. En 1928, une agence de Marseille lui propose à Digne-les-Bains une petite maison, qu'elle achète. Quatre ans plus tard, elle commence à agrandir sa maison, baptisée Samten-Dzong ou « forteresse de la méditation », probablement le premier ermitage et sanctuaire lamaïste en France. Elle y écrit plusieurs livres relatant ses différents voyages.
Entre ces diverses publications — toujours accompagnée d'Aphur Yongden, le fidèle compagnon d'aventures, devenu légalement son fils adoptif —, elle fait de grandes tournées de conférences en France et en Europe.

### 1937-1946: le périple chinois et la retraite tibétaine
En 1937, à soixante-neuf ans, Alexandra David-Néel décide de repartir pour la Chine avec Yongden (qu'elle nomme Albert dans ses lettres) via Bruxelles, Moscou et le transsibérien. Son but est d'étudier l'ancien « taoïsme ». Elle se retrouve en pleine guerre sino-japonaise et assiste aux horreurs de la guerre, de la famine et des épidémies. Fuyant les combats, elle erre en Chine avec des moyens de fortune. Le périple chinois se déroule sur un an et demi entre Pékin, le Mont Wutai, Hankou et Chengdu. Elle rejoint le 4 juillet 1938 la ville tibétaine de Tatsienlou pour une retraite de cinq ans. L'annonce de la mort de son mari en 1941 l'affecte profondément. En 1945, elle rejoint l'Inde grâce à Christian Fouchet, consul de France à Calcutta, qui deviendra un ami. Elle quitte définitivement l'Asie avec Aphur Yongden par avion au départ de Calcutta en juin 1946. Le 1er juillet, ils arrivent à Paris, où ils restent jusqu'en octobre, puis rejoignent Digne-les-Bains.

### 1946-1969: la dame de Digne

Alexandra David-Neel et Marie-Madeleine Peyronnet le 20 novembre 1961 à Samten Dzong.

À 78 ans, Alexandra David-Néel rentre en France pour régler la succession de son mari, puis recommence à écrire depuis sa maison de Digne.
En 1952, elle publie les Textes tibétains inédits, anthologie de la littérature tibétaine comprenant, entre autres choses, des poèmes érotiques attribués au 6e dalaï-lama. En 1953, les suit un ouvrage d'actualité, Le vieux Tibet face à la Chine nouvelle, dans lequel elle donne « un avis sûr et documenté » sur la situation tendue dans les régions parcourues naguère par elle.
Elle a la douleur de perdre brusquement Yongden le 7 octobre 1955. Selon Jacques Brosse, celui-ci, saisi d'une forte fièvre et de vomissements, qu'Alexandra attribue d'abord à une simple indigestion, tombe dans le coma pendant la nuit et meurt foudroyé par une crise d'urémie selon le diagnostic du médecin. Alors qu'elle vient d'avoir 87 ans, Alexandra se retrouve définitivement seule. Les cendres de Yongden sont déposées dans l'oratoire tibétain de Samten Dzong, en attendant d'être jetées dans le Gange, avec celles d'Alexandra après sa mort.
Avec l'âge, Alexandra souffre de plus en plus de rhumatismes articulaires qui l'obligent à marcher avec des cannes. « Je marche sur mes bras », disait-elle. Son rythme de travail ralentit : elle ne publie rien en 1955 et 1956, et, en 1957, seulement la troisième édition des Initiations lamaïques.
En avril 1957, elle quitte Samten Dzong, pour aller vivre à Monaco auprès d'une amie qui depuis toujours dactylographie ses manuscrits, puis décide de vivre seule à l'hôtel, allant d'un établissement à l'autre, jusqu'en juin 1959, où on lui présente une jeune femme, Marie-Madeleine Peyronnet, qu'elle engage comme secrétaire. Celle-ci restera aux côtés de la vieille dame jusqu'à la fin, « veillant sur elle comme une fille sur sa mère – et parfois comme une mère sur son enfant insupportable –, mais aussi comme un disciple au service de son gourou », selon les mots de Jacques Brosse. Alexandra David-Néel la surnomme « Tortue ».
En 1964, à 95 ans, Alexandra dédie son dernier ouvrage, Quarante siècles d'expansion chinoise, à son collaborateur fidèle, Yongden, mort quelque dix ans plus tôt.
À presque 100 ans, en mai 1968, comptant retourner au Tibet, elle fait renouveler son passeport par le préfet des Basses-Alpes.
Arnaud Desjardins, écrivain et réalisateur, publie Le Message des Tibétains en 1966, peu de temps avant d'enregistrer un entretien télévisé d'Alexandra David-Néel, le seul qu'elle ait jamais accordé,. Desjardins a rencontré pour la première fois le 14e dalaï-lama en 1963, qui, apprenant qu'il est français, lui demande s'il a lu les ouvrages d'Alexandra David-Néel et s'il l'a rencontrée, ce qu'il n'avait pas encore fait. Cette remarque incite Desjardins à entrer en contact avec l'exploratrice. L'occasion en est la réalisation d'une émission pour la deuxième chaîne de l'ORTF, L'invité du dimanche, consacrée à Desjardins et pour laquelle ce dernier choisit comme témoignage celui d'Alexandra David-Néel. Le film a été réalisé au cours d'une visite de deux jours à Digne où elle vient de fêter son centenaire et où il rencontra aussi Marie-Madeleine Peyronnet. D'un long enregistrement, à peine douze minutes sont diffusées, où elle lui donne du « cher camarade », tous deux étant membres de la société des explorateurs français. Desjardins garde le souvenir de son humour et de son érudition en matière de bouddhisme.
Elle meurt le 8 septembre 1969 à son domicile de Samten Dzong, à Digne-les-Bains, à presque 101 ans. Ses cendres sont transportées à Vârânasî (Bénarès) en 1973 par Marie-Madeleine Peyronnet pour être immergées avec celles de son fils adoptif dans le Gange.

## Pamphlet de Jeanne Denys
En 1972, Jeanne Denys, qui travailla quelques semaines en 1958 pour aider David-Néel à organiser sa bibliothèque selon ce qu'elle rapporte, publie Alexandra David-Néel au Tibet (une supercherie dévoilée), livre qui fit quelque peu sensation en prétendant démontrer que cette dernière n'était pas entrée dans Lhassa,. Selon elle, Alexandra David-Néel aurait vécu en Chine de 1917 à 1924 à la frontière tibétaine et aurait été soutenue financièrement et logistiquement par Joseph Herst, chargé de mission des gouvernements belge et français dans l'Himalaya pour l'exploitation de mines du Gansu et du chemin de fer Pékin-Hanken. Sous couvert d'activités scientifiques, elle aurait été en mission d'espionnage. Jeanne Denys affirme que la photo d'Alexandra et Aphur, assis dans la plaine devant le Potala, prise par des amis tibétains, est un montage. Elle prétend également que les parents d'Alexandra étaient de modestes commerçants juifs et qu'on parlait yiddish à la maison. Elle va jusqu'à accuser Alexandra d'avoir inventé les récits de ses voyages et de ses études.
Pour Jacques Brosse, le pamphlet de Jeanne Denys est d'une mauvaise foi évidente. Éric Faye qualifie Jeanne Denys d' « âme mal intentionnée ». Pour Joëlle Désiré-Marchand, l'ouvrage est calomnieux.
En 1975, la thèse de Jeanne Denys est reprise et développée par Jean Marquès-Rivière dans la revue madrilène Arbor du Consejo superior de Investigaciones Cientificas. Dans un compte rendu en espagnol du livre de Jeanne Denys, il affirme à son tour qu'Alexandra David-Néel n'est jamais allée au Tibet et qu'elle a vécu en Chine de 1917 à 1924. Son rôle aurait été la surveillance des intérêts franco-belges exploitant le chemin de fer Pékin-Hanchen et les mines du Gansu. Ce compte rendu, traduit en français par Bernard  Dubant, est repris en 2003, à titre posthume, dans la revue Charis. Archives de l'unicorne.

## Hommages

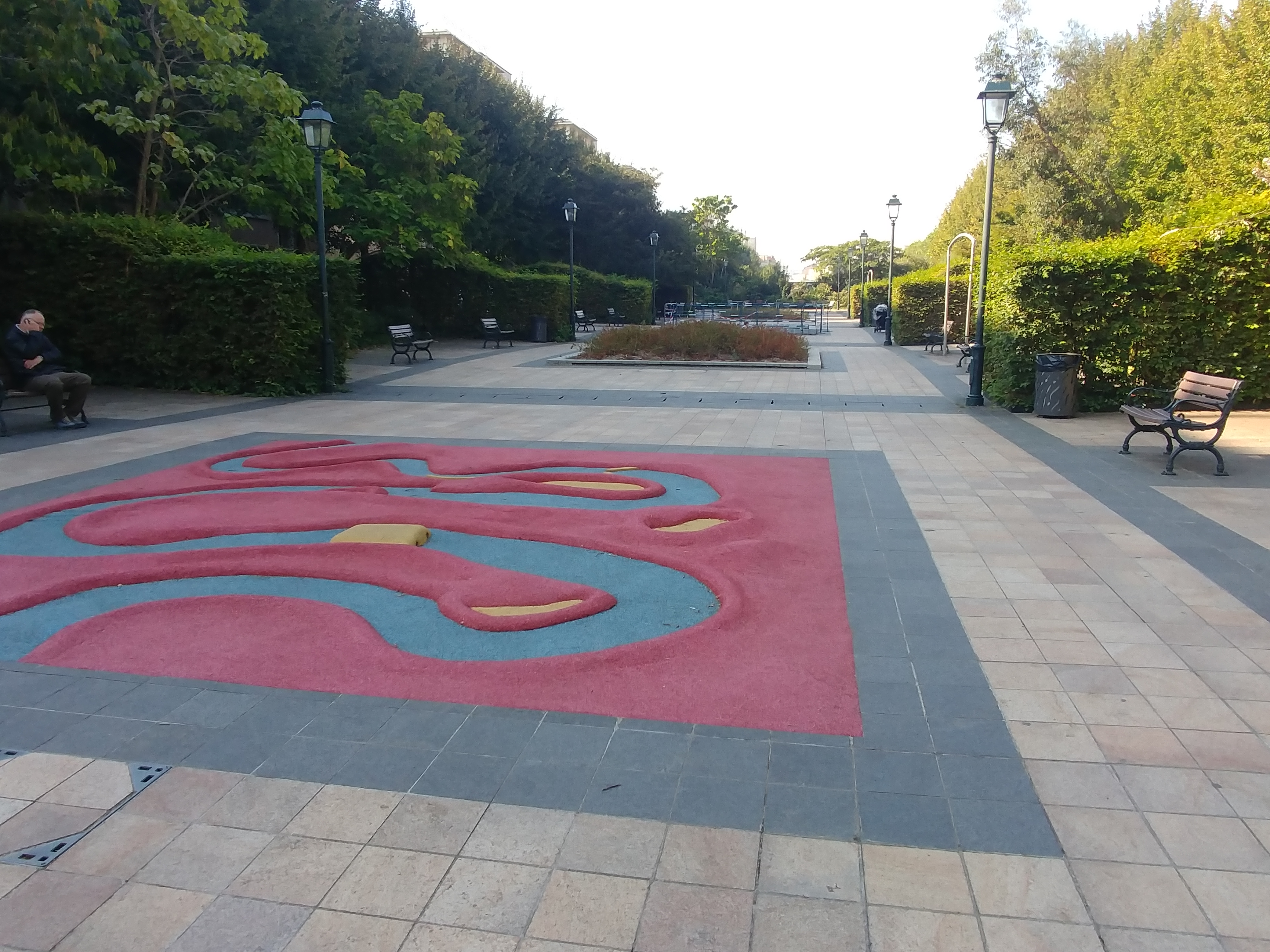
Jardin Alexandra David-Néel à Saint-Mandé, près de sa maison natale.

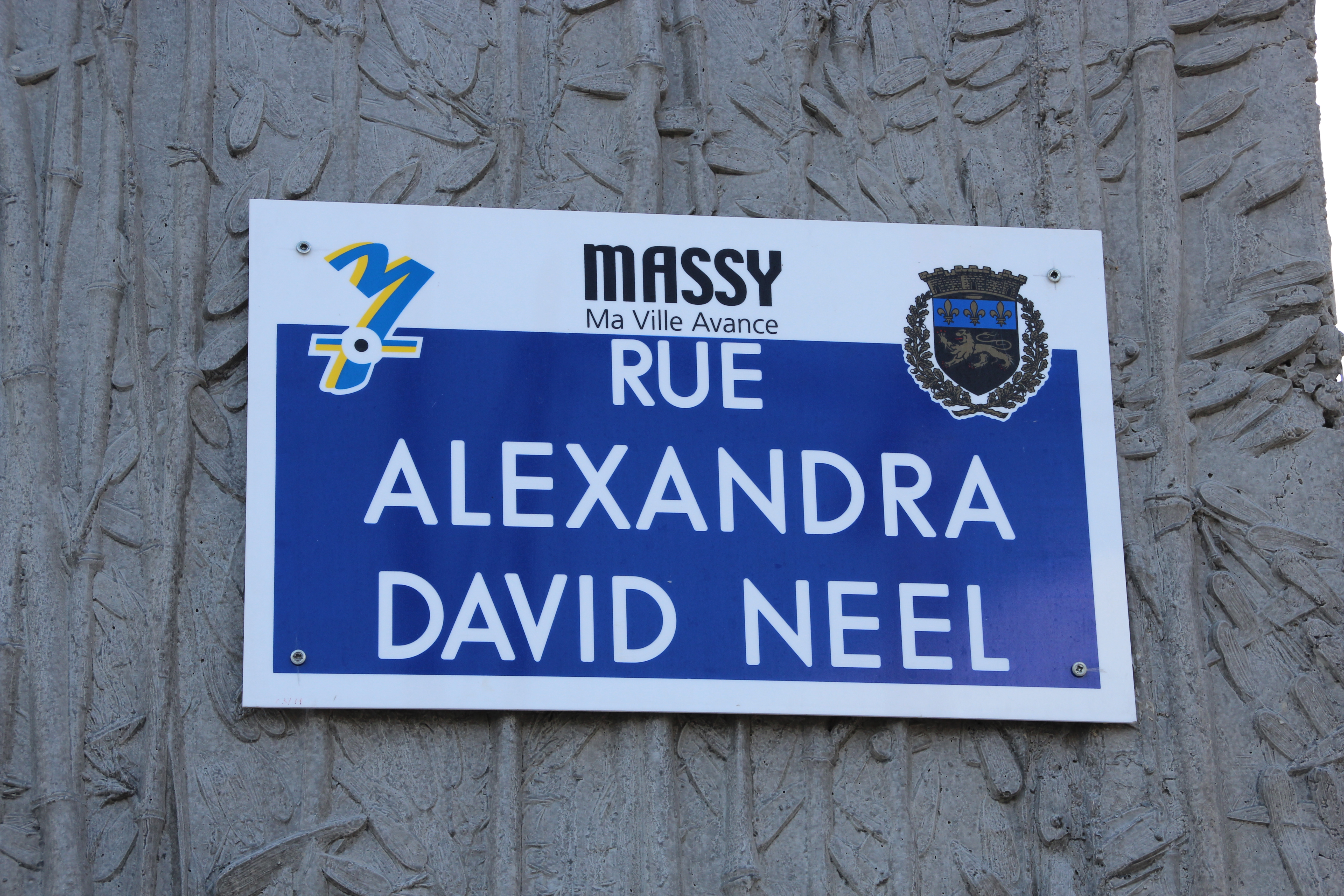
Plaque de la rue Alexandra-David-Néel à Massy dans l'Essonne.

### Distinctions
En 1925, elle obtient le prix Monique Berlioux de l'Académie des sports. Bien que non sportive à proprement parler, elle fait partie de la liste des 287 gloires du sport français.
Elle reçoit la médaille d'argent de la Société royale belge de géographie, la grande médaille d'or, rarement décernée, de la Société française de géographie.
Alexandra David-Néel est nommée chevalière de la Légion d'honneur le 31 décembre 1927, puis officière le 27 février 1954. Le 30 décembre 1963, elle est faite commandeure,. Le jour où elle reçut la Légion d'honneur, elle déclara « Bien sûr que cette distinction me fait plaisir, mais j'aurais tellement mieux aimé accueillir ici [à Samten Dzong] le 14e dalaï-lama ! ». Elle est également officier de l'ordre des Palmes académiques et grand-croix de l'ordre du Mérite français d'outre-mer.
Pour Valérie Boulain, « l'itinéraire (2 000 km à pied du Yunnan à Lhassa), les difficultés géographiques franchies (sommet à plus de 5 200 mètres) en hiver, les conditions matérielles et humaines (à deux sans équipement, sans maîtrise du chinois et des différents dialectes tibétains) font de son expédition un véritable exploit qui peut être questionné. Le général anglais Pereira, parti de Jyekundo vers Lhassa en 1922 avec son serviteur, son cuisinier, un interprète tibétain, un chef de caravane et quatre muletiers, décrit déjà les conditions horribles et effrayantes, malgré une logistique plus élaborée. Pourtant, Alexandra David-Néel réalise sa folle aventure et atteint Lhassa vers la mi-février 1924 ».

### Œuvres inspirées par la vie d'Alexandra David-Néel
La série Il était une fois… les Explorateurs d'Albert Barillé (consacrant en 1995 vingt-deux épisodes relatant vingt-deux personnalités ayant grandement contribué à l’exploration) lui rend hommage en lui consacrant un épisode. Elle est la seule femme à apparaître exploratrice (de premier plan) de toute la série.
En 1992, sort un documentaire intitulé Alexandra David-Néel : du Sikkim au Tibet interdit, réalisé par Antoine de Maximy et Jeanne Mascolo de Filippis. Il suit le voyage que Marie-Madeleine Peyronnet entreprit afin de restituer au monastère de Phodong une statuette sacrée qui avait été prêtée à Alexandra David-Néel jusqu'à sa mort. La vie de l'exploratrice et sa forte personnalité y sont retracées notamment grâce à des témoignages de personnes l'ayant connue et des anecdotes de Marie-Madeleine Peyronnet.
En 2002, Priscilla Telmon rend hommage à Alexandra David-Néel à travers une expédition à pied et en solitaire à travers l'Himalaya. Elle retrace le voyage de son aînée depuis le Viêt Nam jusqu'à Calcutta en passant par Lhassa. Un livre Himalayas, sur les pas d'Alexandra David Neel est publié chez Actes Sud et un film, Voyage au Tibet Interdit, a été tourné de cette expédition.
En 2003, Pierrette Dupoyet crée au Festival d'Avignon un spectacle intitulé Alexandra David Néel, pour la vie…, où elle passe en revue toute la vie d'Alexandra.
En janvier 2010, la pièce de théâtre Alexandra David-Néel, mon Tibet, de Michel Lengliney est à l'affiche au théatre du Petit Montparnasse à Paris, avec Hélène Vincent dans le rôle de l'exploratrice et celle de sa collaboratrice jouée par Émilie Dequenne.
En 2012, le film Alexandra David-Néel - J'irai au pays des neiges, réalisé par Joël Farges, avec Dominique Blanc dans le rôle d'Alexandra, est présenté en avant-première aux Rencontres cinématographiques de Digne-les-Bains.
Depuis 2015, le spectacle ADN - Alexandra David Néel de Marianne Zahar lui est également consacré chaque année au théâtre du Gymnase à Paris.
En 2016 sort la bande-dessinée Une vie avec Alexandra David-Néel de Fred Campoy et Mathieu Blanchot et dont le scénario est écrit par Fred Campoy d'après le livre de Marie-Madeleine Peyronnet.

### Autres hommages

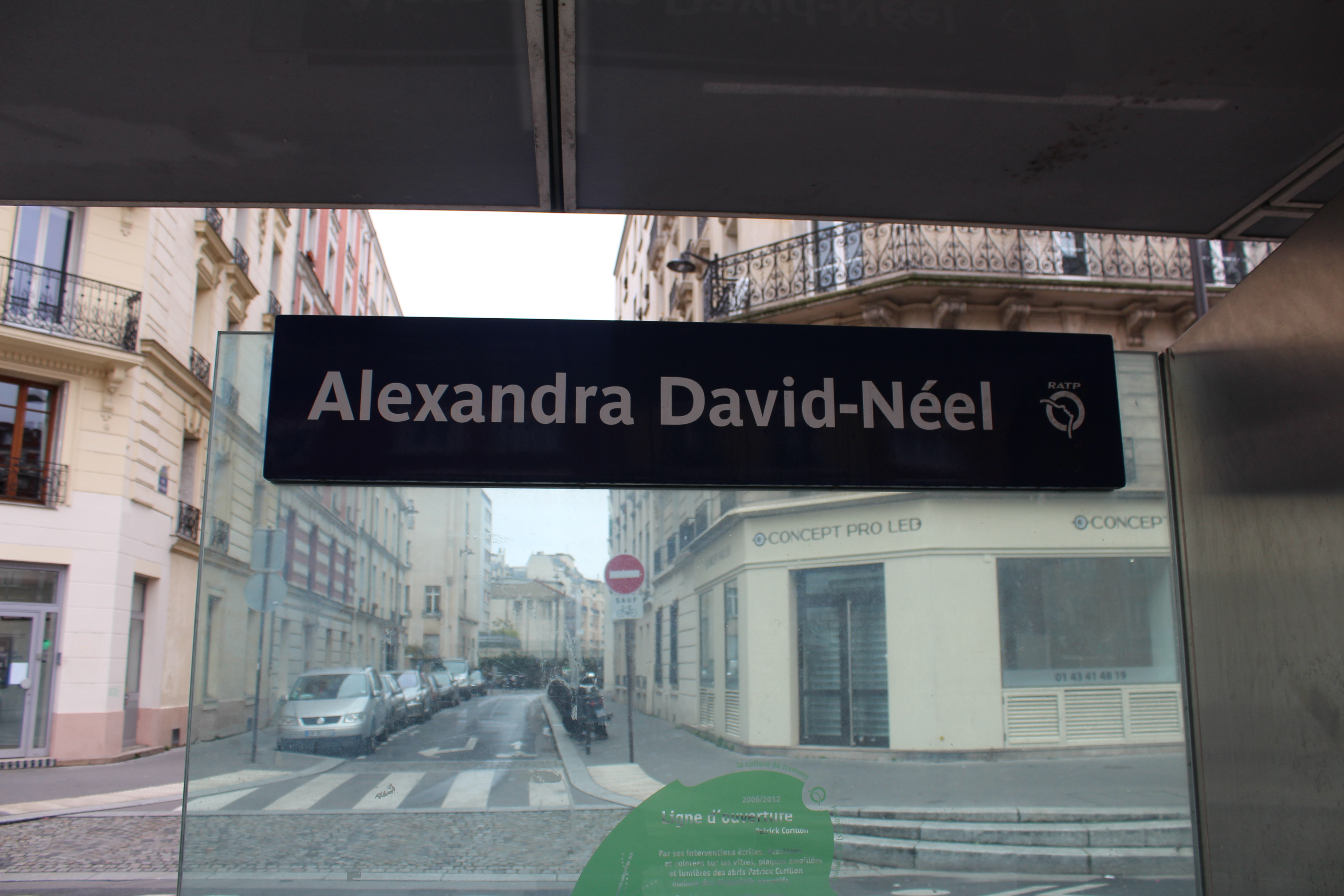
Station de tramway Alexandra David-Néel à Paris.

Le nom d'Alexandra David-Néel a été donné à :
- une station de la ligne 3a du tramway d'Île-de-France située dans le 12e arrondissement de Paris, à proximité de Saint-Mandé ;
- un jardin à Saint-Mandé ;
- une rue à Montpellier (Hérault) ;
- une rue à Bondy (Seine-Saint-Denis) ;
- une rue à Massy (Essonne) ;
- une rue à Rennes ;
- le lycée polyvalent Alexandra-David-Néel de Digne-les-Bains ;
- la promotion 2001 des conservateurs du patrimoine de l'Institut national du patrimoine ;
- la promotion 2011 de l'institut diplomatique et consulaire (IDC) du ministère des Affaires étrangères ;
- la promotion 2021 de l'IRA de Lyon ;
- le prix Alexandra-David-Néel/Lama-Yongden, un prix littéraire créé en 1986 et portant le nom de l'exploratrice du Tibet et de son fils adoptif ;
- une salle de lecture au sein de la Maison internationale des langues et cultures de Lyon inaugurée en 2015[121] ;
- un thé créé par la maison de thé Mariage Frères en coopération avec la fondation Alexandra David-Néel en 1995 ;
- une espèce de coléoptère de la famille des Histeridae, Anapleus davidneelae, et décrite du Népal par l'entomologiste français Yves Gomy en 1995[122] ;
- un bâtiment du campus de la Cité Descartes à Noisy-le-Grand[réf. à confirmer][123] ;
- un complexe sportif à Villeurbanne.

## Œuvres

### Essais et récits
- 1898 : Pour la vie - réflexions sur tous les faits de société (Éditions « Les Nuits rouges »)
- 1909 : Le Féminisme rationnel (Éditions « Les Nuits rouges »)
- 1911 : Le Modernisme bouddhiste et le Bouddhisme du Bouddha (Alcan)
- 1921 : Le Bouddhisme du Bouddha (Éditions du Rocher)
- 1927 : Voyage d’une Parisienne à Lhassa, à pied et en mendiant de la Chine à l’Inde à travers le Tibet (Plon)
- 1929 : Mystiques et Magiciens du Tibet (Plon)
- 1930 : Initiations lamaïques. Des théories, des pratiques, des hommes (Pygmalion)
- 1931 : La Vie surhumaine de Guésar de Ling : L'Iliade des Tibétains, préface de Sylvain Lévi (Éditions du Rocher) - avec la collaboration de Lama Yongden
- 1933 : Au pays des brigands-gentilshommes (Plon)
- 1939 : Le Bouddhisme : ses doctrines et ses méthodes (Éditions du Rocher)
- 1940 : Sous des nuées d'orage (Plon)
- 1947 : À l'ouest barbare de la vaste Chine (Plon)
- 1949 : Au cœur des Himalayas : le Népal (Pygmalion)
- 1951 : Astavakra Gîtâ. Discours sur le Védânta advaita - réédité (1974) en un volume unique « Astavakra Gita - Avadhuta Gita, poèmes sanscrits védantins » (Éditions du Rocher)
- 1951 : Les Enseignements secrets des bouddhistes tibétains, la vue pénétrante (Pygmalion)
- 1951 : L'Inde. Hier, aujourd'hui, demain, réédité et augmenté en 1969 sous le titre L'Inde où j'ai vécu (Plon)
- 1952 : Textes tibétains inédits (Pygmalion)
- 1953 : Le Vieux Tibet face à la Chine nouvelle (Plon)
- Grammaire de la langue tibétaine parlée, œuvre posthume publiée par les soins de M.-M. Peyronnet
- 1958 : Avadhuta Gîtâ de Dattatraya. Poème mystique Védânta advaita - réédité (date non connue) en un volume unique « Astavakra Gita - Avadhuta Gita, poèmes sanscrits védantins » (Éditions du Rocher)
- 1958 : La Connaissance transcendante (Pygmalion)
- 1961 : Immortalité et Réincarnation. Doctrines et pratiques. Chine - Tibet - Inde (Plon)
- 1961 : Les Enseignements secrets des bouddhistes tibétains, la vue pénétrante, deuxième édition revue et augmentée (Adyar - Paris)
- 1964 : Quarante Siècles d'expansion chinoise (Plon)
- 1970 : En Chine - l'Amour universel et l'Individualisme intégral (Plon) - édition posthume
- 1972 : Le Sortilège du mystère. Faits étranges et gens bizarres rencontrés au long de mes routes d’Orient et d’Occident (Plon)- édition posthume
- 1975 : Vivre au Tibet : cuisine, traditions et images (Robert Morel éditeur, Apt) - édition posthume
- 1986 : La Lampe de sagesse (Éditions du Rocher)
- 1998 : Pour la vie, et autres textes libertaires inédits, 1895-1907, présentés par Joëlle Désiré-Marchand (Éditions Les Nuits rouges)
- 1999 : Grand Tibet et vaste Chine (Plon), 1139 p.  (ISBN 2-259-19169-X) Rassemble plusieurs de ses livres : Au pays des brigands gentilshommes, Voyage d'une Parisienne à Lhassa, Sous des nuées d'orage (incorrectement titré Sous une nuée d'orage sur la couverture), À l'ouest barbare de la vaste Chine, Le Vieux Tibet face à la Chine nouvelle, et comporte une « Notice biographique : Alexandra David-Néel. Écrivain - Orientaliste - Exploratrice » écrite par Marie-Madeleine Peyronnet et Franck Tréguier - édition posthume
- 2000 : Correspondance avec son mari, édition intégrale 1904-1941 (Plon), édition posthume, reprenant les deux volumes publiés précédemment :
  - 1975 : Journal de voyage : Lettres à son mari, 11 août 1904 - 27 décembre 1917. Vol. 1 (Éd. Marie-Madeleine Peyronnet)
  - 1976 : Journal de voyage : Lettres à son mari, 14 janvier 1918 - 31 décembre 1940. Vol. 2 (Éd. Marie-Madeleine Peyronnet)
- 2000 : Le Féminisme rationnel (articles inédits du journal La Fronde), suivi par Les Femmes, ces immigrées de l’intérieur, de Catherine Lafon (Éditions Les Nuits rouges)
- 2003 : Féministe et libertaire. Écrits de jeunesse (compilation des deux parutions précédentes, 1998 et 2000) (Éditions Les Nuits rouges)
- 2018 : Auprès du Dalaï-Lama (Éditions Fata Morgana), 40 p.- édition posthume
- 2021 : Milarepa le yogi-poète tibétain, texte inédit, introduction et notes de Françoise Bonardel, Plon, 256 p.

### Préfaces
- 1949 : de Léa Lafugie, Au Tibet, Paris, Jean Susse, coll. « Voyages et aventures », 214 p.
- 1954 : Caravane vers Bouddha : un Français à travers la Haute-Asie mystique d'André Migot, Amiot-Dumont

### Romans
- 1935 : Le Lama aux cinq sagesses, Alexandra David-Néel, Lama Yongden (Plon)
- 1938 : Magie d'amour et Magie noire. Scènes du Tibet Inconnu (Plon)
- 1954 : La Puissance du néant, roman du lama Yongden, traduit et annoté par Alexandra David-Néel (Plon)
- 2018 : Le Grand Art, le Tripode, 11 octobre 2018, 400 p. (présentation en ligne) : premier roman d'Alexandra David-Néel achevé en 1902 et resté inédit jusqu'en 2018